# 35ب هيرشل ريجوليه
35 ب / هيرشل ريجوليه، مذنب دوري اكتشفته العالمة الفلكية كارولين هيرشل في 21 ديسمبر 1788.

## ظهوره
- لاحظَت كارولين هيرشل المذنب في 21 ديسمبر 1788، وكان أخيها وليام هيرشل الذي وصفَه مثل سديم لامع ودام ظهوره في الأفق ما بين 5 – 6 دقائقِ.
- شاهده الفلكي الفرنسي تشارلز مسير من مرصد باريس، وفي 5 فبراير 1789 شاهده من مرصد غرينتش الفلكي نيفيل ماسكيلن وكان آخر من شاهده.
- في عام 1789 حسب بيير ميتشين المدارات المحتملة المماثلة للمذنب، وفي عام 1922 حسب من قبل مارجريتا بالمير الذي يعد الأفضل، حيث وضحت أن مداره كان إهليليجيا.
- وفي 28 يوليو 1939 أعاد الفرنسي روجر ريجوليه اكتشاف المذنب، وأكد اكتشافه في اليوم التالي ألفونسو فريسا في مرصد تورين في إيطاليا.
- أخر حساب لمدار المذنب كان مِن قِبل براين ج. مارسدين في 1974.